# Тіті Камара
Тіті Камара (фр. Titi Camara, нар. 17 листопада 1972, Конакрі) — гвінейський футболіст, що грав на позиції нападника. Виступав, зокрема, за «Марсель», «Ліверпуль» та «Вест Гем Юнайтед», а також національну збірну Гвінеї.
По завершенні ігрової кар'єри — футбольний тренер. Був головним тренером збірної Гвінеї.

## Клубна кар'єра
Розпочинав гратиу футбол на батьківщины у клубі «Калум Стар».
У дорослому футболі дебютував 1990 року виступами за команду клубу «Сент-Етьєн», в якій провів п'ять сезонів, взявши участь у 94 матчах чемпіонату.
Своєю грою за цю команду привернув увагу представників тренерського штабу «Ланса», до складу якого приєднався влітку 1995 року. Відіграв за команду з Ланса наступні два сезони своєї ігрової кар'єри. Більшість часу, проведеного у складі «Ланса», був основним гравцем атакувальної ланки команди.
Влітку 1997 року уклав контракт з «Марселем», у складі якого провів наступні два роки своєї кар'єри гравця. Граючи у складі «Марселя» також здебільшого виходив на поле в основному складі команди і у 1999 році став з командою фіналістом Кубка УЄФА та віце-чемпіоном Франції.
Влітку 1999 року Тіті перейшов до англійського «Ліверпуля». У сезоні 1999/00 він провів на полі 33 гри з 38 матчів чемпіонату, більше за нього зіграли тільки Сандер Вестерфельд, Джеймі Каррагер і Самі Гююпя. У цих поєдинках Камара дев'ять разів забивав голи. Пам'ятним епізодом в мерсісайдській кар'єрі Камара став момент, коли він в сльозах опустився на коліна на газон «Енфілда», після того як забив переможний м'яч у ворота свого майбутнього клубу «Вест Гема». Всього за кілька годин до початку матчу нападник дізнався про смерть свого батька.
Проте новий тренер «червоних» Жерар Ульє, що прийшов у листопаді того ж року, не бачив Тіті у складі свої команди. Особливо після підписання взимку Еміля Гескі. Небажання Ульє використовувати Камара в заключній частині сезону, можливо, коштувало ліверпульцям місця в Лізі чемпіонів. «Червоні» жодного разу не змогли забити в останніх п'яти матчах того сезону і, програвши в завершальній грі «Бредфорд Сіті», втратили свої шанси на місце в трійці.
Ситуація для Камара стала ще гірше, коли на початку наступного сезону 2000/01 він не міг грати через травму спини, хоча Ульє заявляв, що розраховує на нього. Коли врешті-решт Камара повернувся до тренувань, Ульє жодного разу так і не випустив гвінейця на поле. Під час важкого матчу проти «Слована» на Кубок УЄФА Камара весь другий тайм розминався на кромці поля. Хід гри припускав вихід гравця, і Коп вимагав виходу футболіста, але Ульє ігнорував заклики фанатів, після чого на наступний день Тіті Камара попросив трансфер. Набагато пізніше, 2006 року, Камара зайняв почесне 91-е місце в голосуванні «100 Players Who Shook The Kop» («100 гравців, які вразили Коп»), склад лауреатів був визначений 110 тисячами уболівальників «Ліверпуля», кожному з яких треба було вибрати 10 найкращих гравців клубу всіх часів. З африканських футболістів «червоних» більш високе місце посів лише Брюс Гроббелар.
З грудня 2000 року Камара два з половиною сезони захищав кольори клубу «Вест Гем Юнайтед», який заплатив за гравця 1,5 млн фунтів, проте лише 11 разів за цей час захищав кольори клубу з «Аптон Парк» у чемпіонаті. Камара так і не зміг відкрити рахунок голам, забитим за «молотобійців». Однією з цих ігор була гра на колись рідному «Енфілді» як гравця «Вест Гема», де Тіті отримав дуже теплий прийом. Він аплодував кожен раз, коли Коп співав його ім'я, як робив це тоді, коли був гравцем «червоних».
З січня 2013 року африканець грав на правах оренди у складі саудівського «Аль-Іттіхада», після чого на правах вільного агента перейшов до катарського клубу «Аль-Сайлія», де провів ще один сезон.
Завершив професійну ігрову кар'єру у клубі «Ам'єн» з французької Ліги 2, де виступав протягом 2004—2006 років.

## Виступи за збірну
1992 року дебютував в офіційних матчах у складі національної збірної Гвінеї.
У складі збірної був учасником Кубка африканських націй 1994 року у Тунісі, Кубка африканських націй 1998 року у Буркіна Фасо та Кубка африканських націй 2004 року у Тунісі. На останньому з цих континентальних першостей Камара забивав в кожному з трьох матчів групового етапу: збірній Демократичної Республіки Конго, збірній Руанди і національній команді господарів турніру. У чвертьфіналі чемпіонату Гвінея поступилася Малі. Після цього матчу Тіті завершив виступи за збірну.
Протягом кар'єри у національній команді, яка тривала 13 років, провів у формі головної команди країни 38 матчів, забивши 23 голи.

## Кар'єра тренера
У грудні 2005 року Камара зайняв вакантну посаду менеджера в національній збірній Гвінеї. В кінці травня 2009 року Камара був представлений публіці як технічний директор команди, а 9 червня того ж року паралельно зайняв пост головного тренера Гвінеї. Камара поєднував дві посади три місяці до тих пір, поки на посаді тренера збірної не був змінений колишнім капітаном команди Мамаді Суаре. Під керівництвом Тіті збірна провела три гри — одна перемога і одна поразка у відбірковому матчі до КАН-2010 проти збірної Малаві і нічия в товариському матчі проти збірної Єгипту (3:3)
У грудні 2010 року Камара зайняв посаду міністра спорту Гвінеї в уряді нового президента Альфа Конде, що зробило Тіті першим екс-спортсменом, що зайняв державну посаду в країні. У міністерському кріслі пропрацював майже два роки і був звільнений в жовтні 2012 року.